# Parja
Parja är ett indoariskt språk med 4250 talare, varav 3000 (2008) i Tadzjikistan, mestadels i Hissardalen, 250 i Afghanistan (2008) samt en del i Uzbekistan. Talare av språket i Tadzjikistan använder även tadzjikiska.